# Кошубинцы (деревня, Гродненский район)
Кошубинцы (бел. Кашу́бінцы) — деревня в Гродненском районе Гродненской области Республики Беларусь. В составе Скидельского сельсовета.

## География
В 32 километрах от города Гродно и 5 километрах на север от Скиделя. Рядом расположен посёлок Кошубинцы.

### Гидрография
На берегу реки Котра.

## История
С 1905 года в Скидельской волости Гродненского уезда Гродненской губернии.

## Население

### Численность
- 2009 год — 18 жителей

### Динамика
- 1905 год — 171 жителей[2]
- 1999 год — 45 жителей (перепись населения)
- 2009 год — 18 жителей (перепись населения)[2]

## Улицы
- Парковая
- Рабочая

## Достопримечательность
- Костёл Непорочного Зачатия Пресвятой Девы Марии (1750—1773)[3]
- Плебания (1905)
- Склеп-усыпальница (1862, 1-я пол. XX в.)
- Деревянная двухэтажная дворянская усадьба-имение Блавдзевичей (XIX век). Парк.

## Галерея
- Костёл в XIX в.
- Костёл Непорочного Зачатия Пресвятой Девы Марии
- Надгробие